# Mordassa

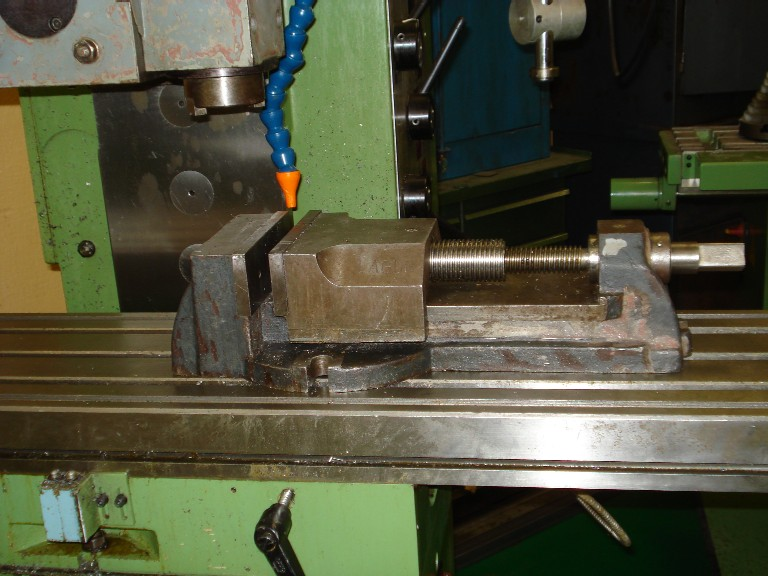
Mordassa per subjectar peces.

Una  mordassa  és una eina que mitjançant un mecanisme de caragol de bola o d'un altre tipus permet exercir i mantenir una força de compressió sobre una peça per tal de subjectar-la per fricció. S'utilitza en processos de fabricació i reparació. És un accessori de subjecció de peces en diversos tipus de màquines eina de mecanitzat, com ara una fresadora o un trepant de pedestal.

## Tipus de mordassa
Hi ha mordasses de base fixa o de base giratòria. Les mordasses de base giratòria poden anar muntades sobre un plat circular graduat. Aquests plats es troben subjectes a un plat solidari a l'eix del capçal d'una màquina eina i són dispositius de subjecció idonis per a peces curtes.
Les mordasses poden ser d'accionament manual, pneumàtic o hidràulic. Les mordasses pneumàtiques i hidràuliques permeten automatitzar l'obertura i el tancament de les mateixes així com la pressió d'estrenyiment. Les galteres que collen s'han d'utilitzar de la duresa i material adequat per a no danyar les superfícies toves o delicades de les peces que es subjecten.
Un cargol de banc és un tipus de mordassa que es fixa a un banc de treball.

## Tipus de plats

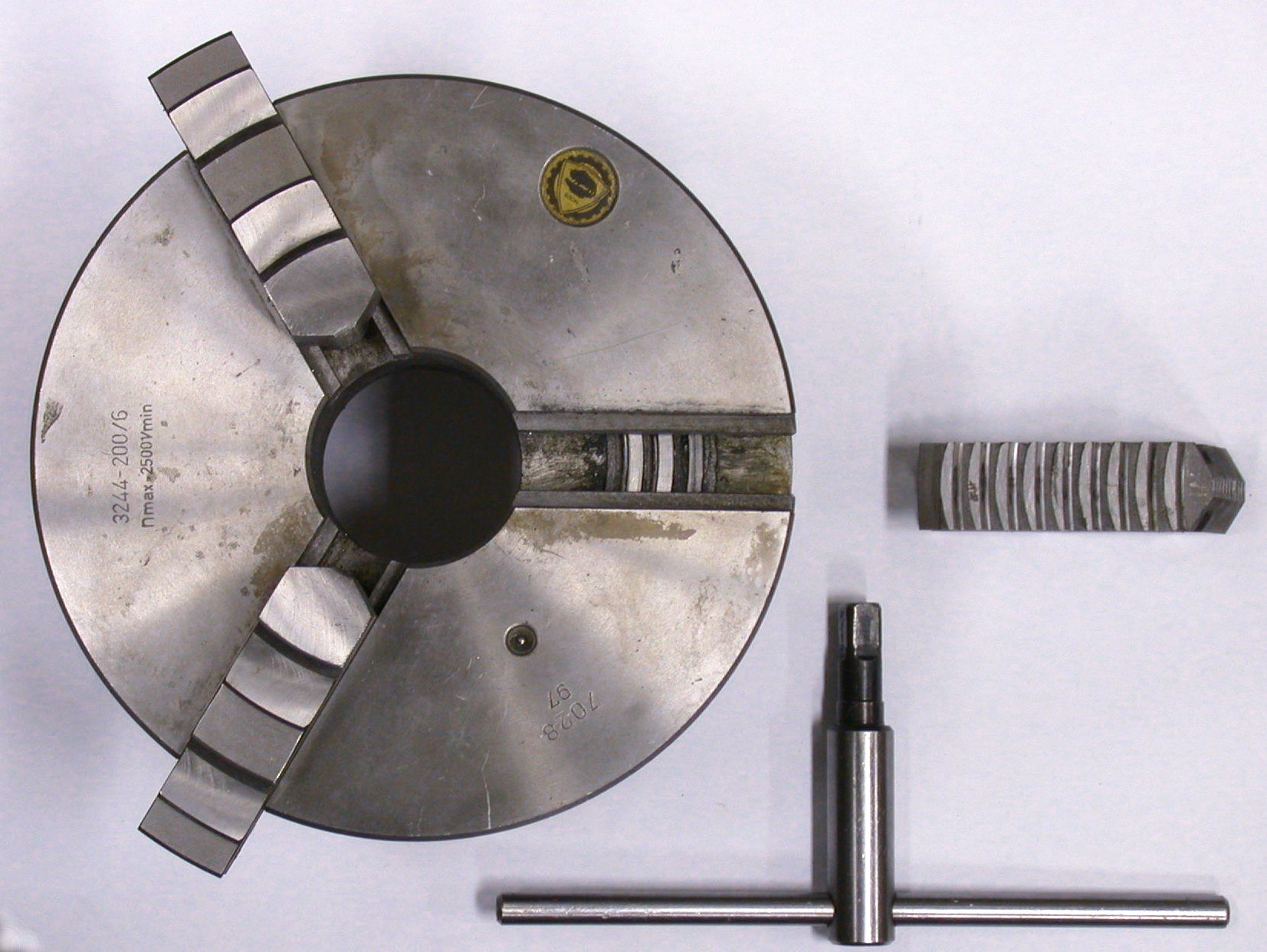
Plat universal de 3 mordasses

Plat universal (de 3 mordasses): Disposen d'un mecanisme intern d'espiral perquè les mordasses es moguin concèntricament i simultàniament vagin obrint espai entre elles. L'ordre de muntantge és específic perquè funcioni. S'utilitza preferentment per al treball de cilindrat i roscat interior.
Plat de 4 mordasses independents: En aquest cas cada mordassa té un accionament individual. S'estrenyen manualment i el muntatge és complicat, s'ha de fer un centratge específic cada vegada. És idoni per a desequilibris i asimetries.
Plats elèctrics: Utilitzen motor elèctric.
Plats combinats: Utilitzen simultàniament les funcions dels plats universals i de les mordasses independents.